# Uma Canção para Ti
Uma Canção para Ti é um talent show de canto transmitido pela TVI, baseado no original italiano Ti Lascio una Canzone. 
A primeira emissão foi a 21 de Dezembro de 2008, referente à primeira temporada. A 29 de Março de 2009 estreou a segunda temporada. O programa é apresentado por Manuel Luís Goucha (1.ª, 2.ª, 3.ª, 4.ª e 5.ª  temporadas), Júlia Pinheiro (1.ª, 2.ª e 3.ª temporadas), Cristina Ferreira (4.ª temporada) e Maria Cerqueira Gomes (5.ª temporada) . Helena Vieira, Luís Jardim, Pedro Granger e Rita Pereira fazem parte do júri das 1.ª, 2.ª e 3.ª edições. Na 4.ª edição, Helena Vieira e Pedro Granger foram substituídos por Vítor Fonseca e Sofia Ribeiro. A 11 de abril de 2022 foi anunciado pela emissora de transmissão (TVI) que o programa estaria de volta para uma quinta edição. Nesta 5° edição o elenco de jurados foi composto pela atriz Rita Pereira, pelo músico Kasha, pelo maestro Rui Massena e por um jurado convidado diferente todas as semanas.
É um concurso musical onde jovens dos 8 aos 15 anos participam. O público vota através de telefone ou internet, para que os concorrentes se mantenham no programa.

## Júri e apresentadores
| Jurados       | Edições | Edições | Edições | Edições | Edições | Edições | Edições | Edições |
| Jurados       | 1       | 2       | 3       | 4       | 5       |         |         |         |
| ------------- | ------- | ------- | ------- | ------- | ------- | ------- | ------- | ------- |
| Luís Jardim   |         |         |         |         |         |         |         |         |
| Rita Pereira  |         |         |         |         |         |         |         |         |
| Helena Vieira |         |         |         |         |         |         |         |         |
| Pedro Granger |         |         |         |         |         |         |         |         |
| Vítor Fonseca |         |         |         |         |         |         |         |         |
| Sofia Ribeiro |         |         |         |         |         |         |         |         |
| Kasha         |         |         |         |         |         |         |         |         |
| Rui Massena   |         |         |         |         |         |         |         |         |

| Manuel Luís Goucha    |
| Júlia Pinheiro        |
| Cristina Ferreira     |
| Maria Cerqueira Gomes |

## Sumário das Edições
| Edição | Ano(s) | Vencedor          | Apresentação       | Apresentação          | Jurí        | Jurí         | Jurí          | Jurí             |
| ------ | ------ | ----------------- | ------------------ | --------------------- | ----------- | ------------ | ------------- | ---------------- |
| 1      | 2008   | Miguel Guerreiro  | Manuel Luís Goucha | Júlia Pinheiro        | Luís Jardim | Rita Pereira | Helena Vieira | Pedro Granger    |
| 2      | 2009   | David Gomes       | Manuel Luís Goucha | Júlia Pinheiro        | Luís Jardim | Rita Pereira | Helena Vieira | Pedro Granger    |
| 3      | 2009   | Guilherme Azevedo | Manuel Luís Goucha | Júlia Pinheiro        | Luís Jardim | Rita Pereira | Helena Vieira | Pedro Granger    |
| 4      | 2011   | Pedro Ferreira    | Manuel Luís Goucha | Cristina Ferreira     | Luís Jardim | Rita Pereira | Sofia Ribeiro | Vítor Fonseca    |
| 5      | 2022   | Leonor Quinteiro  | Manuel Luís Goucha | Maria Cerqueira Gomes | Rui Massena | Rita Pereira | Kasha         | Jurado convidado |

## Jurados da 5ª Edição
| Programa | Jurí        | Jurí         | Jurí           | Jurí             |
| -------- | ----------- | ------------ | -------------- | ---------------- |
| 1        | Rui Massena | Rita Pereira | Kasha          | Tony Carreira    |
| 2        | Rui Massena | Rita Pereira | Kasha          | Aurea            |
| 3        | Rui Massena | Rita Pereira | Kasha          | Rita Guerra      |
| 4        | Rui Massena | Rita Pereira | Kasha          | Sílvia Rizzo     |
| 5        | Rui Massena | Rita Pereira | Kasha          | Mickael Carreira |
| 6        | Rui Massena | Rita Pereira | Pedro Teixeira | Jorge Guerreiro  |
| 7        | Rui Massena | Rita Pereira | Kasha          | Vanessa Silva    |
| 8        | Rui Massena | Inês Herédia | Kasha          | Miguel Guerreiro |
| 9        | Rui Massena | Rita Pereira | Gisela João    | Carlos M. Cunha  |
| 10       | Rui Massena | Rita Pereira | Kasha          | Marta Gil        |
| 11       | Rui Massena | Rita Pereira | João Gil       | Marta Andrino    |
| 12       | Rui Massena | Rita Pereira | Kasha          | FF               |
| 13       | Rui Massena | Rita Pereira | Kasha          | Cuca Roseta      |

## 1.ª Edição
A 1.ª Edição estreou no dia 21 de Dezembro de 2008, com a apresentação de Manuel Luís Goucha e Júlia Pinheiro. O júri da 1.ª Edição foi composto por Luís Jardim, Rita Pereira, Helena Vieira e Pedro Granger. O vencedor foi Miguel Guerreiro.
| 3 mais votados | Salvo Pelo Júri (SPJ) | Vencedor |

|                    | Resultados |            |              |             |            |            |            |            |            |            |            |            |
| Gala:              | 1.ª Gala   | 2.ª Gala   | Grande Final | Finalíssima |            |            |            |            |            |            |            |            |
| Concorrente        | Resultados | Resultados | Resultados   | Resultados  | Resultados | Resultados | Resultados | Resultados | Resultados | Resultados | Resultados | Resultados |
| Miguel Guerreiro   | 1.º        | 1.º        | Vencedor     | Elim        |            |            |            |            |            |            |            |            |
| Beatriz Costa      | 3.º        | 5.º        | Elim         |             |            |            |            |            |            |            |            |            |
| Diana Oliveira     | 8.º        | SPJ        | Elim         |             |            |            |            |            |            |            |            |            |
| Rafael Bailão      | SPJ        | 2.º        | Elim         |             |            |            |            |            |            |            |            |            |
| Mariana Nascimento | 6.º        | 6.º        | Elim         |             |            |            |            |            |            |            |            |            |
| Luís Caeiro        | 4.º        | 3.º        | Elim         |             |            |            |            |            |            |            |            |            |
| Miguel Silva       | 2.º        | 4.º        | Elim         |             |            |            |            |            |            |            |            |            |
| Iolanda Costa      | 7.º        | Elim       |              |             |            |            |            |            |            |            |            |            |
| João Pedro Carmo   | 5.º        | Elim       |              |             |            |            |            |            |            |            |            |            |
| Francisca Coelho   | Elim       |            |              |             |            |            |            |            |            |            |            |            |
| Joana Silva        | Elim       |            |              |             |            |            |            |            |            |            |            |            |
| Jorge Leiria       | Elim       |            |              |             |            |            |            |            |            |            |            |            |

## 2.ª Edição
A 2.ª Edição estreou no dia 29 de Março de 2009, com a apresentação de Manuel Luís Goucha e Júlia Pinheiro. O júri da 2.ª Edição foi composto por Luís Jardim, Rita Pereira, Helena Vieira e Pedro Granger. O vencedor foi David Gomes.
A 2.ª Edição foi um pouco diferente da primeira. Em vez do concurso ser composto por apenas 3 galas, foi constituído por 9 galas, uma Grande Final e uma Finalíssima, na qual participou o vencedor da 1.ª Edição, Miguel Guerreiro. As 9 galas foram divididas por 3 fases, sendo necessárias 3 galas para cada fase, em cada fase concorreram 12 crianças. Da 3.ª Gala de cada fase, as três crianças mais votadas foram eleitas para irem à Grande Final.

### 1.ª Fase
| 3 mais votados | Salvo Pelo Júri (SPJ) | Vencedor | Finalista |

|                     | Resultados |            |            |              |             |            |            |            |            |            |            |            |
| Gala:               | 1.ª Gala   | 2.ª Gala   | 3.ª Gala   | Grande Final | Finalíssima |            |            |            |            |            |            |            |
| Concorrente         | Resultados | Resultados | Resultados | Resultados   | Resultados  | Resultados | Resultados | Resultados | Resultados | Resultados | Resultados | Resultados |
| David Gomes         | 1.º        | 1.º        | 1.º        | Vencedor     | Vencedor    |            |            |            |            |            |            |            |
| José Geadas         | 3.º        | 5.º        | 2.º        | Elim         |             |            |            |            |            |            |            |            |
| Manuel Rosa Correia | 7º         | 2.º        | 3.º        | Elim         |             |            |            |            |            |            |            |            |
| Sara Correia        | 4.º        | 3.º        | Elim       |              |             |            |            |            |            |            |            |            |
| Sara Madeira        | 5.º        | 4.º        | Elim       |              |             |            |            |            |            |            |            |            |
| Rita Filipe         | 6.º        | 6.º        | Elim       |              |             |            |            |            |            |            |            |            |
| João Lotra          | SPJ        | SPJ        | Elim       |              |             |            |            |            |            |            |            |            |
| Joana Vales         | 8.º        | Elim       |            |              |             |            |            |            |            |            |            |            |
| Rúben Rodrigues     | 2º         | Elim       |            |              |             |            |            |            |            |            |            |            |
| João Barbosa        | Elim       |            |            |              |             |            |            |            |            |            |            |            |
| Marta Faria         | Elim       |            |            |              |             |            |            |            |            |            |            |            |
| Soraia Matias       | Elim       |            |            |              |             |            |            |            |            |            |            |            |

- Na 1.ª gala, David Gomes ocupou o 1.º lugar com 29,40% dos votos. Em 2.º lugar, ficou Rúben Rodrigues, com 12,33% e o 3.º lugar do pódio foi ocupado por José Geadas com 11,69%. Seguiu-se Sara Correia, com 10,92%, Sara Madeira, com 5,44%, Rita Filipe, com 5,23%, Manuel Rosa Correira, com 5,03% e por fim Joana Vales, com 4,94%. O júri decidiu salvar João Lotra.

### 2.ª Fase
| 3 mais votados | Salvo Pelo Júri (SPJ) | Vencedor | Finalista |

|                      | Resultados |            |            |              |             |            |            |            |            |            |            |            |
| Gala:                | 1.ª Gala   | 2.ª Gala   | 3.ª Gala   | Grande Final | Finalíssima |            |            |            |            |            |            |            |
| Concorrente          | Resultados | Resultados | Resultados | Resultados   | Resultados  | Resultados | Resultados | Resultados | Resultados | Resultados | Resultados | Resultados |
| Miguel Freitas Moura | 7.º        | 4.º        | 1.º        | Elim         | Elim        |            |            |            |            |            |            |            |
| Bernardo Gavina      | SPJ        | 5.º        | 2.º        | Elim         |             |            |            |            |            |            |            |            |
| Ana Rita Prada       | 3.º        | 1.º        | 3.º        | Elim         |             |            |            |            |            |            |            |            |
| Margarida Costa      | 1.º        | 2.º        | Elim       |              |             |            |            |            |            |            |            |            |
| Ana Sofia Silva      | 2.º        | 3.º        | Elim       |              |             |            |            |            |            |            |            |            |
| David Xavier         | 6.º        | 6.º        | Elim       |              |             |            |            |            |            |            |            |            |
| Rita Coelho          | 8.º        | SPJ        | Elim       |              |             |            |            |            |            |            |            |            |
| Rúben Montes         | 4.º        | Elim       |            |              |             |            |            |            |            |            |            |            |
| Cristiana Martins    | 5.º        | Elim       |            |              |             |            |            |            |            |            |            |            |
| Ana Moura            | Elim       |            |            |              |             |            |            |            |            |            |            |            |
| Bruno Neves          | Elim       |            |            |              |             |            |            |            |            |            |            |            |
| Fábio Mouzinho       | Elim       |            |            |              |             |            |            |            |            |            |            |            |

### 3.ª Fase
| 3 mais votados | Salvo Pelo Júri (SPJ) | Vencedor | Finalista |

|                       | Resultados |            |            |              |             |            |            |            |            |            |            |            |
| Gala:                 | 1.ª Gala   | 2.ª Gala   | 3.ª Gala   | Grande Final | Finalíssima |            |            |            |            |            |            |            |
| Concorrente           | Resultados | Resultados | Resultados | Resultados   | Resultados  | Resultados | Resultados | Resultados | Resultados | Resultados | Resultados | Resultados |
| Patrícia Belém        | 3.º        | 4º         | 1.º        | Elim         | Elim        |            |            |            |            |            |            |            |
| João Maria Carvalho   | 5.º        | 2.º        | 2.º        | Elim         |             |            |            |            |            |            |            |            |
| Ana Carolina Cordeiro | 1.º        | 1.º        | 3.º        | Elim         |             |            |            |            |            |            |            |            |
| Hugo Pereira          | SPJ        | 3.º        | Elim       |              |             |            |            |            |            |            |            |            |
| João Couto            | 4.º        | 5.º        | Elim       |              |             |            |            |            |            |            |            |            |
| Mário Maia            | 6.º        | 6.º        | Elim       |              |             |            |            |            |            |            |            |            |
| Daniela Geadas        | 7.º        | SPJ        | Elim       |              |             |            |            |            |            |            |            |            |
| Ana Moura1            | 8.º        | Elim       |            |              |             |            |            |            |            |            |            |            |
| Bruno Sousa           | 2.º        | Elim       |            |              |             |            |            |            |            |            |            |            |
| Diana Vilarinho       | Elim       |            |            |              |             |            |            |            |            |            |            |            |
| Miguel Simões         | Elim       |            |            |              |             |            |            |            |            |            |            |            |
| Rita Costa Gomes      | Elim       |            |            |              |             |            |            |            |            |            |            |            |
| Teresa Gomes          | Elim       |            |            |              |             |            |            |            |            |            |            |            |

1 Ana Moura, eliminada na 1.ª Gala da 2.ª Fase da 2.ª Edição, regressou ao programa na 3.ª Fase, uma vez que se verificou um erro em que se trocou o número de votação por telefone de Ana Moura pelo número de telefone de votação de Ana Rita Prada.

## 3.ª Edição
A 3.ª Edição estreou no dia 20 de Setembro de 2009, com a apresentação de Manuel Luís Goucha e Júlia Pinheiro. O júri da 3.ª Edição foi composto por Luís Jardim, Rita Pereira, Helena Vieira e Pedro Granger. O vencedor foi Guilherme Azevedo.
A 3.ª Edição foi um pouco diferente da segunda - existiram 4 fases. Cada fase, composta por 3 galas, é disputada por 12 concorrentes. Na 3.ª Gala de cada fase são apurados 3 concorrentes para disputarem a 1.ª Semifinal, a 2.ª Semifinal e a Grande Final

### 1.ª Fase
| 3 mais votados | Salvo Pelo Júri (SPJ) | Vencedor | Semifinalista |

|                     | Resultados |            |               |               |               |              |            |            |            |            |            |            |
| Gala:               | 1.ª Gala   | 2.ª Gala   | 3.ª Gala      | 1.ª Semifinal | 2.ª Semifinal | Grande Final |            |            |            |            |            |            |
| Concorrente         | Resultados | Resultados | Resultados    | Resultados    | Resultados    | Resultados   | Resultados | Resultados | Resultados | Resultados | Resultados | Resultados |
| Pedro Garcia        | 3.º        | 3.º        | Semifinalista | 7.º           | 3.º           | Elim         |            |            |            |            |            |            |
| Cristiana Silva     | 1.º        | 5.º        | 1.º           | Elim          |               |              |            |            |            |            |            |            |
| Luís Baptista       | 2.º        | 6.º        | Semifinalista | Elim          |               |              |            |            |            |            |            |            |
| Diogo Pinheiro      | 5.º        | 1.º        | Elim          |               |               |              |            |            |            |            |            |            |
| Martim Gavina       | 7.º        | 2.º        | Elim          |               |               |              |            |            |            |            |            |            |
| Mafalda Gomes       | 6.º        | 4.º        | Elim          |               |               |              |            |            |            |            |            |            |
| Rafaela Pintassilgo | 8.º        | SPJ        | Elim          |               |               |              |            |            |            |            |            |            |
| João Pacheco        | SPJ        | Elim       |               |               |               |              |            |            |            |            |            |            |
| Tiago Correia       | 4.º        | Elim       |               |               |               |              |            |            |            |            |            |            |
| Francisca Martins   | Elim       |            |               |               |               |              |            |            |            |            |            |            |
| Maria Lapinha       | Elim       |            |               |               |               |              |            |            |            |            |            |            |
| Maria Miguel Xavier | Elim       |            |               |               |               |              |            |            |            |            |            |            |

### 2.ª Fase
| 3 mais votados | Salvo Pelo Júri (SPJ) | Vencedor | Semifinalista |

|                     | Resultados |            |               |               |               |              |            |            |            |            |            |            |
| Gala:               | 1.ª Gala   | 2.ª Gala   | 3.ª Gala      | 1.ª Semifinal | 2.ª Semifinal | Grande Final |            |            |            |            |            |            |
| Concorrente         | Resultados | Resultados | Resultados    | Resultados    | Resultados    | Resultados   | Resultados | Resultados | Resultados | Resultados | Resultados | Resultados |
| Teresa Pereira      | 7.º        | 1.º        | 1.º           | 3.º           | 5.º           | Elim         |            |            |            |            |            |            |
| Pedro Goulão        | 4.º        | 2.º        | Semifinalista | 4.º           | 6.º           | Elim         |            |            |            |            |            |            |
| Diogo Fernandes     | SPJ        | SPJ        | Semifinalista | Elim          |               |              |            |            |            |            |            |            |
| Catarina Gomes      | 1.º        | 3.º        | Elim          |               |               |              |            |            |            |            |            |            |
| Élton Soares        | 3.º        | 4.º        | Elim          |               |               |              |            |            |            |            |            |            |
| Carlos Félix        | 6.º        | 5.º        | Elim          |               |               |              |            |            |            |            |            |            |
| Rafael Sequeira     | 5.º        | 6.º        | Elim          |               |               |              |            |            |            |            |            |            |
| Cátia de Sousa      | 8.º        | Elim       |               |               |               |              |            |            |            |            |            |            |
| Gonçalo Pedro       | 2.º        | Elim       |               |               |               |              |            |            |            |            |            |            |
| Joana Silva         | Elim       |            |               |               |               |              |            |            |            |            |            |            |
| Maria Teresa Santos | Elim       |            |               |               |               |              |            |            |            |            |            |            |
| Sofia Cambim        | Elim       |            |               |               |               |              |            |            |            |            |            |            |

### 3.ª Fase
| 3 mais votados | Salvo Pelo Júri (SPJ) | Vencedor | Semifinalista |

|                   | Resultados |            |               |               |               |              |            |            |            |            |            |            |
| Gala:             | 1.ª Gala   | 2.ª Gala   | 3.ª Gala      | 1.ª Semifinal | 2.ª Semifinal | Grande Final |            |            |            |            |            |            |
| Concorrente       | Resultados | Resultados | Resultados    | Resultados    | Resultados    | Resultados   | Resultados | Resultados | Resultados | Resultados | Resultados | Resultados |
| Vasco Araújo      | 6.º        | 1.º        | 1.º           | 2.º           | 2.º           | Elim         |            |            |            |            |            |            |
| Beatriz Felizardo | 1.º        | 5.º        | Semifinalista | 8.º           | 4.º           | Elim         |            |            |            |            |            |            |
| Diogo Sabino      | 4.º        | 2.º        | Semifinalista | 9.º           | Elim          |              |            |            |            |            |            |            |
| Luís Capão        | 2.º        | 3.º        | Elim          |               |               |              |            |            |            |            |            |            |
| Tatiana André     | 7.º        | 4.º        | Elim          |               |               |              |            |            |            |            |            |            |
| Edmundo Inácio    | SPJ        | 6.º        | Elim          |               |               |              |            |            |            |            |            |            |
| Paula Carapeta    | 5.º        | SPJ        | Elim          |               |               |              |            |            |            |            |            |            |
| Francisco Moreira | 3.º        | Elim       |               |               |               |              |            |            |            |            |            |            |
| Joana Mestre      | 8.º        | Elim       |               |               |               |              |            |            |            |            |            |            |
| Andreia Lopes     | Elim       |            |               |               |               |              |            |            |            |            |            |            |
| Sara Pereira      | Elim       |            |               |               |               |              |            |            |            |            |            |            |
| Vítor Oliveira    | Elim       |            |               |               |               |              |            |            |            |            |            |            |

### 4.ª Fase
| 3 mais votados | Salvo Pelo Júri (SPJ) | Vencedor | Semifinalista |

|                    | Resultados |            |               |               |               |              |            |            |            |            |            |            |
| Gala:              | 1.ª Gala   | 2.ª Gala   | 3.ª Gala      | 1.ª Semifinal | 2.ª Semifinal | Grande Final |            |            |            |            |            |            |
| Concorrente        | Resultados | Resultados | Resultados    | Resultados    | Resultados    | Resultados   | Resultados | Resultados | Resultados | Resultados | Resultados | Resultados |
| Guilherme Azevedo  | 3.º        | 1.º        | Semifinalista | 1.º           | 1.º           | Vencedor     |            |            |            |            |            |            |
| Mariana Imaginário | 1.º        | 4.º        | Semifinalista | 6.º           | 7.º           | Elim         |            |            |            |            |            |            |
| Nuno Oliveira      | 2.º        | 3.º        | 1.º           | 5.º           | Elim          |              |            |            |            |            |            |            |
| Andreia Silva      | 4.º        | 2.º        | Elim          |               |               |              |            |            |            |            |            |            |
| Diogo Vidal        | SPJ        | SPJ        | Elim          |               |               |              |            |            |            |            |            |            |
| Miguel Candeias    | 5.º        | 5.º        | Elim          |               |               |              |            |            |            |            |            |            |
| Inês Ramos         | 8.º        | 6.º        | Elim          |               |               |              |            |            |            |            |            |            |
| Daniela Pereira    | 6.º        | Elim       |               |               |               |              |            |            |            |            |            |            |
| Francisco Ribeiro  | 7.º        | Elim       |               |               |               |              |            |            |            |            |            |            |
| Carolina Lopes     | Elim       |            |               |               |               |              |            |            |            |            |            |            |
| Carolina Mendes    | Elim       |            |               |               |               |              |            |            |            |            |            |            |
| Diogo Costa        | Elim       |            |               |               |               |              |            |            |            |            |            |            |

## 4.ª Edição
A 4.ª Edição estreou no dia 20 de Fevereiro de 2011, com a apresentação de Manuel Luís Goucha e Cristina Ferreira. O público ficou a conhecer o 1.º grupo de 12 candidatos. O júri da 4.ª Edição foi composto por Luís Jardim, Rita Pereira, Sofia Ribeiro e Cifrão. O vencedor foi Pedro Ferreira.
Esta edição foi um pouco diferente das outras. Cada fase foi constituída por 2 galas, das quais foram apurados 7 de cada fase. Na 1.ª semifinal, participaram 14 concorrentes, em que 3 foram eliminados (10 + 1 Salvo Pelo Júri passam à 2.ª Semifinal). Na 2.ª semifinal, participaram 11 concorrentes, em que 3 foram eliminados (7 + 1 Salvo Pelo Júri passaram à 3.ª Semifinal). Na Grande Final figuraram 5 concorrentes (4 + 1 Salvo Pelo Júri).

### 1.ª Fase
| 3 mais votados | Salvo Pelo Júri (SPJ) | Vencedor | Semifinalista |

|                   | Resultados |            |               |               |               |              |  |
| Gala:             | 1.ª Gala   | 2.ª Gala   | 1.ª Semifinal | 2.ª Semifinal | 3.ª Semifinal | Grande Final |  |
| Concorrente       | Resultados | Resultados | Resultados    | Resultados    | Resultados    | Resultados   |  |
| Pedro Ferreira    | 5.º        | 2.º        | 1.º           | 1.º           | 1.º           | Vencedor     |  |
| Mara Pedro        | 3.º        | 1.º        | 6.º           | 2.º           | 2.º           | Elim         |  |
| Carolina Cardetas | 2.º        | 3.º        | 7.º           | 3.º           | 3.º           | Elim         |  |
| Diogo Garcia      | 7.º        | 5.º        | 4.º           | 5.º           | SPJ           | Elim         |  |
| Ana Ferreira      | 4.º        | SPJ        | 3.º           | 6.º           | Elim          |              |  |
| Bernardo Faustino | 6.º        | 4.º        | 2.º           | Elim          |               |              |  |
| João Reis         | 1.º        | 6.º        | 10.º          | Elim          |               |              |  |
| Raquel Pinto      | SPJ        | Elim       |               |               |               |              |  |
| Sandro Lopes      | 8.º        | Elim       |               |               |               |              |  |
| Jéssica Ângelo    | Elim       |            |               |               |               |              |  |
| Duarte Morgado    | Elim       |            |               |               |               |              |  |
| Núria Henriques   | Elim       |            |               |               |               |              |  |

### 2.ª Fase
| 3 mais votados | Salvo pelo Júri (SPJ) | Vencedor | Semifinalista |

|                  | Resultados |            |               |               |               |              |  |
| Gala:            | 1.ª Gala   | 2.ª Gala   | 1.ª Semifinal | 2.ª Semifinal | 3.ª Semifinal | Grande Final |  |
| Concorrente      | Resultados | Resultados | Resultados    | Resultados    | Resultados    | Resultados   |  |
| Salomé Silveira  | 3.º        | 5.º        | 8.º           | 4.º           | 4.º           | Elim         |  |
| Beatriz Felício  | 1.º        | 2.º        | 5.º           | 7.º           | Elim          |              |  |
| Matheus Paraíso  | 8.º        | 6.º        | SPJ           | SPJ           | Elim          |              |  |
| Tomás Rebelo     | 4.º        | 4.º        | 9.º           | Elim          |               |              |  |
| Bárbara Bandeira | 5.º        | SPJ        | Elim          |               |               |              |  |
| Caroline Louro   | 6.º        | 3.º        | Elim          |               |               |              |  |
| Daniel Soares    | SPJ        | 1.º        | Elim          |               |               |              |  |
| André Leitão     | 7.º        | Elim       |               |               |               |              |  |
| Maria Maciel     | 2.º        | Elim       |               |               |               |              |  |
| André Augusto    | Elim       |            |               |               |               |              |  |
| Filipa Nunes     | Elim       |            |               |               |               |              |  |
| Miguel Galamba   | Elim       |            |               |               |               |              |  |

## 5.ª Edição
A 5.ª Edição estreou no dia 13 de Junho de 2022, com a apresentação de Manuel Luís Goucha e Maria Cerqueira Gomes. O público ficou a conhecer o 1.º grupo de 12 candidatos. O júri da 5.ª Edição foi composto pelo músico Kasha, pela atriz Rita Pereira, pelo maestro Rui Massena e um jurado convidado em cada gala.
Cada fase é constituída por 3 galas, das quais foram apurados 4 de cada fase. A vencedora foi Leonor Quinteiro, a primeira menina a ganhar o programa de talentos da tvi.

### 1.ª Fase
| 3 mais votados | Salvo Pelo Júri (SPJ) | Vencedor | Semifinalista |

|                  | Resultados      |                 |                  |                 |                  |                  |              |            |  |  |  |  |  |  |
| Gala:            | 1.ª Gala        | 2.ª Gala        | 3.ª Gala         | Fase Final      | 1.ª Semifinal    | 2.ª Semifinal    | Grande Final |            |  |  |  |  |  |  |
| Concorrente      | Resultados      | Resultados      | Resultados       | Resultados      | Resultados       | Resultados       | Resultados   | Resultados |  |  |  |  |  |  |
| Joana Almeida    | 2.º 13.50%      | 1.º 25.00%      | 1.º 25.80%       | 4.º 10.50%      | 4.º 11.26%       | 2.º 19.39%       | 3°17.92%     |            |  |  |  |  |  |  |
| Noah Lisboa      | 3.º 11.30%      | 3.º 15.00%      | 2.º 20.20%       | 8.º 6.62%       | 5.º 11.26%       | Eliminado 11.00% |              |            |  |  |  |  |  |  |
| Matilde Salvador | 1.º 18.90%      | 4.º 11.00%      | SPJ 13.70%       | SPJ 5.05%       | Eliminada 10.64% |                  |              |            |  |  |  |  |  |  |
| Catarina Alfaro  | 4.º 11.00%      | 2.º 16.40%      | 3.º 20.0%        | Eliminada 4.57% |                  |                  |              |            |  |  |  |  |  |  |
| Catarina Martins | 7.º 6.20%       | SPJ 5.10%       | Eliminada 10.80% |                 |                  |                  |              |            |  |  |  |  |  |  |
| Santiago Costa   | 8.º 5.50%       | 5.º 8.40%       | Eliminado 9.60%  |                 |                  |                  |              |            |  |  |  |  |  |  |
| Rita Torres      | SPJ 4.80%       | Eliminada 7.90% |                  |                 |                  |                  |              |            |  |  |  |  |  |  |
| Inês Torres      | 5.º 9.60%       | Eliminada 7.00% |                  |                 |                  |                  |              |            |  |  |  |  |  |  |
| Diogo Abreu      | 6.º 7.50%       | Eliminado 4.30% |                  |                 |                  |                  |              |            |  |  |  |  |  |  |
| Joana Pacheco    | Eliminada 4.20% |                 |                  |                 |                  |                  |              |            |  |  |  |  |  |  |
| Martim Silva     | Eliminado 4.00% |                 |                  |                 |                  |                  |              |            |  |  |  |  |  |  |
| Tomás Filipe     | Eliminado 2.90% |                 |                  |                 |                  |                  |              |            |  |  |  |  |  |  |

### 2.ª Fase
| 3 mais votados | Salvo Pelo Júri (SPJ) | Vencedor | Semifinalista |

|                     | Resultados      |                 |                                       |                 |                 |               |              |            |  |  |  |  |  |
| Gala:               | 4.ª Gala        | 5.ª Gala        | 6.ª Gala                              | Fase Final      | 1.ª Semifinal   | 2.ª Semifinal | Grande Final |            |  |  |  |  |  |
| Concorrente         | Resultados      | Resultados      | Resultados                            | Resultados      | Resultados      | Resultados    | Resultados   | Resultados |  |  |  |  |  |
| Leonor Quinteiro    | 4.º 7.20%       | 3.º 14.70%      | 3.º 18.37%                            | 6.º 8.20%       | 2.º 13.71%      | 3.º 18.38%    | Vencedora    |            |  |  |  |  |  |
| Pedro Pimenta       | 3.º 10.01%      | 4.º 13.70%      | 2.º 21.67%                            | 1.º 13.60%      | 1.º 15.45%      | SPJ 11.53%    | 4°16.38%     |            |  |  |  |  |  |
| Simão Romão         | 1.º 27.00%      | 1.º 24.20%      | 1.º 24.94%                            | 3.º 11.21%      | Eliminado 9.27% |               |              |            |  |  |  |  |  |
| Gabriel Capelo      | 7.º 5.2%        | 5.º 11.2%       | SPJ 11.69%                            | Eliminado 4.11% |                 |               |              |            |  |  |  |  |  |
| Tomás Marques       | 2.º 18.00%      | 2.º 14.90%      | Eliminado (Repescado 3.ª Fase) 16.75% | 2.º 13.11%      | 3.º 11.97%      | 1.º 26.35%    | 2°26.26%     |            |  |  |  |  |  |
| Francisca Rodrigues | 6.º 5.20%       | SPJ 5.10%       | Eliminada (Repescada 3.ª Fase) 6.58%  |                 |                 |               |              |            |  |  |  |  |  |
| Gabriel Lopes       | 8.º 5.00%       | Eliminado 6.80% |                                       |                 |                 |               |              |            |  |  |  |  |  |
| Luana Branco        | 5.º 6.00%       | Eliminada 5.3%  |                                       |                 |                 |               |              |            |  |  |  |  |  |
| Madalena Teixeira   | SPJ 3.60%       | Eliminada 4.40% |                                       |                 |                 |               |              |            |  |  |  |  |  |
| Nala da Silva       | Eliminada 4.70% |                 |                                       |                 |                 |               |              |            |  |  |  |  |  |
| Violeta Cunha       | Eliminada 4.50% |                 |                                       |                 |                 |               |              |            |  |  |  |  |  |
| Julieta Gouveia     | Eliminada 3.70% |                 |                                       |                 |                 |               |              |            |  |  |  |  |  |

## Audiências
| Edição   | Horário de exibição | Galas | Episódio de estreia     | Episódio de estreia | Episódio de estreia | Episódio de encerramento | Episódio de encerramento | Episódio de encerramento | Audiência média (%)     |
| Edição   | Horário de exibição | Galas | Data                    | Audiência (%)       | Share (%)           | Data                     | Audiência (%)            | Share (%)                | Audiência média (%)     |
| -------- | ------------------- | ----- | ----------------------- | ------------------- | ------------------- | ------------------------ | ------------------------ | ------------------------ | ----------------------- |
| 1        | Domingo às 21:30    | 3     | 21 de dezembro de 2008  | 16.3%               | 47,4%               | 31 de dezembro de 2008   | 16%                      | 54,5%                    | '16.8% (50,7% de share) |
| 2        | Domingo às 21:30    | 10    | 29 de março de 2009     | 15,4%               | 52.1%               | 31 de maio de 2009       | 15,8%                    | 56.6%                    | 15.9% (49,7% de share)  |
| 3        | Domingo às 21:30    | 15    | 20 de setembro de 2009  | 10.7%               | 36.1%               | 31 de dezembro de 2009   | 11.6%                    | 41,1%                    | 9,8% (41,1% de share)   |
| 4        | Domingo às 21:30    | 8     | 20 de fevereiro de 2011 | 12,6%               | 37,4%               | 10 de abril de 2011      | 13,2%                    | 41,1%                    | 11.3% (34,9% de share)  |
| Especial | Domingo às 21:30    | 1     | 17 de abril de 2011     | 11,7%               | 11,7%               | 11,7%                    | 37,5%                    | 37,5%                    | 37,5%                   |
| 5        | Domingo às 21:30    | 13    | 13 de junho de 2022     | 11.5%               | 24,2%               | 4 de setembro de 2022    | 8,8%                     | 26,2%                    | Por anunciar            |